# Gongmojadeul
Pour plus de détails, voir Fiche technique et Distribution.
Gongmojadeul (hangeul : 공모자들 ; RR : Gongmojadeul, littéralement « Conspirateurs ») est un film sud-coréen coécrit et réalisé par Kim Hong-seon, sorti en 2012. Il s'agit de son premier long métrage.

## Synopsis
Après la mort de son meilleur ami, Yeong-gyoo décide d'arrêter le crime pour commencer une nouvelle vie.

## Fiche technique
- Titre original : 공모자들
- Titre français : Gongmojadeul
- Titre anglophone : Traffickers
- Réalisation : Kim Hong-seon
- Scénario : Kim Hong-seon et Kim Sang-myung
- Musique : Kim Jun-seong
- Photographie : Yun Nam-joo
- Montage : Sin Min-kyeong
- Production : Choi Hyun-mook, Choi Yeon-ju et KimSung-geun
- Société de production : Chae Um
- Société de distribution : Time Story Group
- Pays de production :  Corée du Sud
- Langue originale : coréen
- Format : couleur
- Genres : action, drame, thriller
- Durée : 111 minutes
- Date de sortie : 
  - Corée du Sud : 30 août 2012

## Distribution
Sauf indication contraire ou complémentaire, les informations mentionnées dans cette section peuvent être confirmées par la base de données Hancinema
- Im Chang-jung : Yeong-gyoo
- Choi Daniel : Sang-ho
- Oh Dal-soo : Kyeong-jae
- Jo Yoon-hee : Yoo-ri
- Jung Ji-yoon : Chae-hee
- Jo Dal-hwan : Joon-sik
- Lee Young-hoon : Dae-woong
- Shin Seung-hwan : Dong-bae
- Choi Il-hwa : Cheol-soo
- Lee Moon-soo : Dr Oh Park-sa
- Heo Joon-seok : l'homme en prologue
- Kim Jae-hwa : Choon-ja
- Go Jung-il : le douanier
- Yoon Sang-ho : Seung Moo-won, un membre d'équipage
- Song I-joo : le détective Jang
- Park Song-tech : Choi Bi-seo
- Park Il-mok : Won Moo-gwa, le chef de section
- Kim Seung-yeon : la débutante de Daigong
- Koo Ji-sung : l'employée du guichet
- Kim Kyu-seon : l'hôtesse de l'air
- Lee Si-yoo : une employée

## Distinctions

### Récompense
- Blue Dragon Film Awards 2012 : meilleur nouveau réalisateur pour Kim Hong-seon[1]

### Nominations
- Grand Bell Awards 2012[1] :
  - Meilleur nouveau réalisateur pour Kim Hong-seon
  - Meilleur nouvel acteur pour Choi Daniel
- Blue Dragon Film Awards 2012 : meilleure nouvelle actrice pour Jung Ji-yoon[1]